# ファイナルファンタジーVII エバークライシス
『ファイナルファンタジーVII エバークライシス』（FINAL FANTASY VII EVER CRISIS、略称：FF7EC）は、スクウェア・エニックスより配信されたスマートフォン向けゲームアプリ。2023年9月7日サービス開始。基本プレイ無料（アイテム課金制）。

## 概要
『ファイナルファンタジーVII』のスピンオフタイトル群である「コンピレーション・オブ・ファイナルファンタジーVII」の一作で、内容は『FFVII』本編を含めた各コンピレーションタイトルのシナリオを章仕立てで追体験するRPGとなっている。さらにポータルという空間の裂け目が発生し、ファイナルファンタジーⅦシリーズの各キャラクターが交錯するストーリーが展開されている。特にイベント期間はパラレルワールドを軸に様々なゲーム作品とコラボレーションを実現。本作品はスクウェア・エニックスとファイナルファンタジーの新たなファンを獲得する為のフラッグシップ的な世界観を構築している。また若い頃のセフィロスがグレンとマットとルティアの三人と共に神羅での任務を遂行していくオリジナルストーリーはファイナルファンタジーⅦ エバークライシスでしか体験出来ないという特徴がある。開発担当はアプリボット。

## シナリオ収録タイトル
サービス開始時点でプレイ可能なシナリオは『FFVII』『クライシス コア』『ザ ファーストソルジャー』の3作品で、以後順次追加が行われる予定。映像作品を出典とする『アドベントチルドレン』は本作が初のゲーム化となり、ストーリーモードが存在しなかった『ザ ファーストソルジャー』は初のシナリオ化となる。『FFVII』のストーリーや台詞はゲームに合わせてカットや加筆修正が施されているが、基本的にリメイクではなく原作準拠である。一方、キャラクターデザインはリメイクのものが採用されている。
- ファイナルファンタジーVII
- ビフォア クライシス ファイナルファンタジーVII
- ファイナルファンタジーVII アドベントチルドレン
- ダージュ オブ ケルベロス ファイナルファンタジーVII
- クライシス コア ファイナルファンタジーVII
- ファイナルファンタジーVII ザ ファーストソルジャー

## 登場人物

### ザ ファースト ソルジャー編
セフィロス (Sephiroth)
声 - 梅原裕一郎 / 森川智之（大人時代）
少年時代のセフィロス。『クライシス コア』『ビフォア クライシス』よりも過去の時系列であり、短髪となっている。
グレン・ロズブローク（Glenn Lodbrok）
声 - 濱野大輝
『クライシス コア』『ビフォア クライシス』の時代では存在自体が抹消された神羅カンパニーの「ソルジャー・クラスP0（パッシブ・ゼロ）」の一人。
多額な報酬目当てに危険な任務に挑む。
マット・ウィンザード（Matt Winsord）
声 - 小林千晃
ソルジャー・クラスP0の一人。本人は嫌悪しているが、グレンやルティアからは「ハカセ」と呼ばれている。
ルティア・リン（Lucia Lin）
声 - 田中有紀
ソルジャー・クラスP0の一人。狙撃に異常な執着を持ち、そのために危険な任務に挑む。
アンジール・ヒューレー (Angeal Hewley)
声 - 前野智昭
少年時代のアンジール。『ザ ファーストソルジャー』のエピソード2より登場。

## 沿革
2021年
- 2月26日 - 制作発表

2023年
- 6月9日 - クローズドβテスト参加者募集、および事前登録開始。シナリオ収録タイトルに『FFVII ザ ファーストソルジャー』の追加を発表。
- 7月7日 - クローズドβテスト開始（同月14日まで実施）
- 8月10日 - サービス開始日発表
- 9月7日 - サービス開始

## スタッフ
- プロデューサー - 市川翔一
- クリエイティブディレクター - 野村哲也
- ディレクター - 鳥山求
- シナリオ - 野島一成（ステラヴィスタ）
- 開発 - アプリボット